# Great Strickland
Great Strickland – wieś i civil parish w Anglii, w Kumbrii, w dystrykcie (unitary authority) Westmorland and Furness. Leży 37 km na południowy wschód od miasta Carlisle i 384 km na północny zachód od Londynu. W 2011 roku civil parish liczyła 370 mieszkańców.